# 蘇塞省
蘇塞省或作苏斯省（阿拉伯语：‎）是突尼西亞東部的一個省，臨哈馬馬特灣。面積2,669平方公里，2004年人口544,413人。首府蘇塞。下分十六縣。